# Carl Blumwe

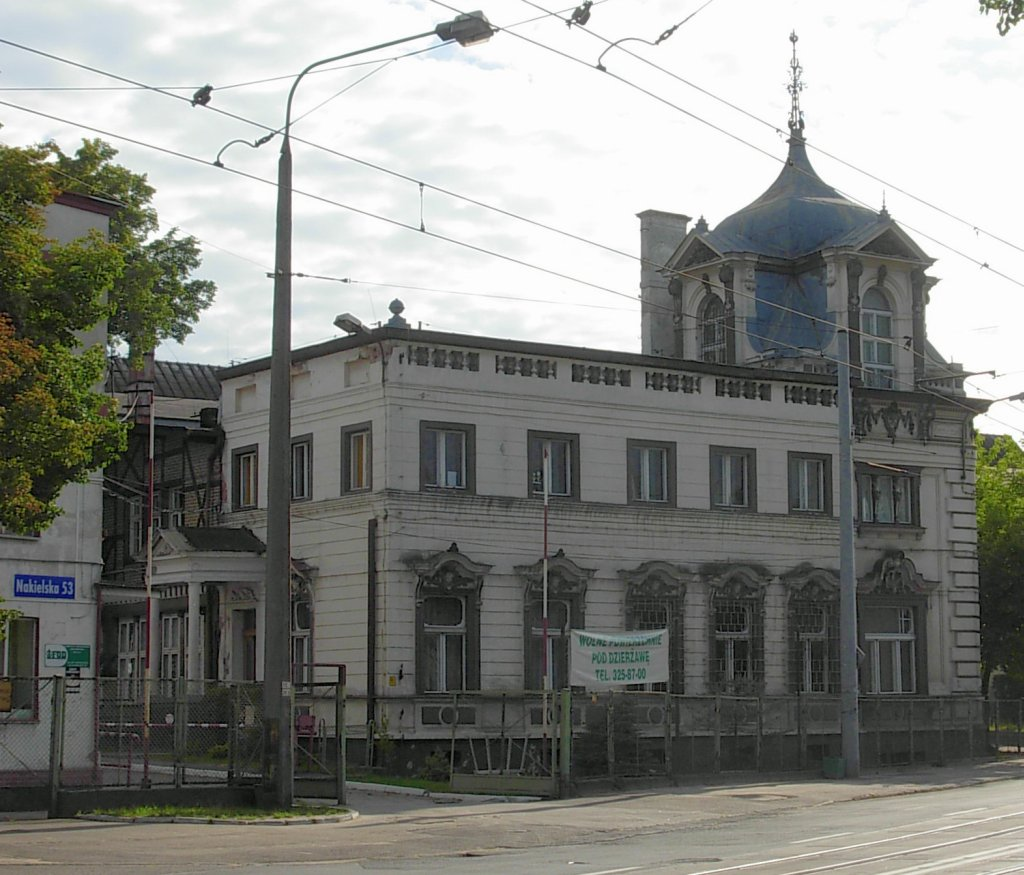
Fragment Fabryki Obrabiarek do Drewna założonej przez Carla Blumwe

Carl Blumwe (ur. 1827, zm. 1887) – niemiecki przemysłowiec, właściciel fabryki traków i maszyn do obróbki drewna – C. Blumwe i Syn (ob. Fabryka Obrabiarek do Drewna) w Bydgoszczy.

## Życiorys
Urodził się 20 października 1827 r. w Chojnicach. W młodości osiadł w Erfurcie, gdzie uczył się fachu kowalskiego. Jako majster przeniósł się do Bydgoszczy, najprawdopodobniej w połowie lat 50. XIX stulecia. Zamieszkiwał wówczas przy ul. Dworcowej 42, znajdując zatrudnienie w pobliskich warsztatach kolejowych.
W 1865 r. otworzył własny warsztat budowy i naprawy maszyn rolniczych. W 1869 r. przeniósł szybko rozwijające się przedsiębiorstwo na ul. Jagiellońską 94. Była to już mała fabryka – odlewnia, wyspecjalizowana w wyrobie patentowych osi wagonowych i maszyn do obróbki drewna. W 1878 r. zakupił niewielką odlewnię żelaza na Wilczaku, której właścicielem był przedtem Julius Schmidt. Zakład ten powiększył i zainstalował maszyny parowe. W 1878 r. zatrudnił w fabryce swego syna Wilhelma, któremu na początku lat 80. przekazał kierownictwo spółki. W 1884 r. firma nosiła nazwę C. Blumwe i Syn – Odlewnia żelaza. Specjalna fabryka patentowych osi wagonowych i maszyn do obróbki drewna. Na bazie spółki powstała funkcjonująca do dzisiaj Fabryka Obrabiarek do Drewna.
Wkrótce produkcja zakładu ograniczona została wyłącznie do budowy traków i maszyn do obróbki drewna. Dzięki specjalizacji i doskonałej jakości wyrobów firma zyskała znaczny rozgłos. W 1886 r. zatrudniała ponad 100 robotników. Jej nową specjalizacją stała się także produkcja maszyn parowych o mocy do 300 KM oraz urządzeń transmisyjnych.
Zmarł 11 marca 1887 r. w Bydgoszczy. Urnę z jego prochami umieszczono na szczycie pałacyku przy ul. Gdańskiej (dziś siedziba Rozgłośni Polskiego Radia w Bydgoszczy).

### Rodzina
Carl Blumwe był żonaty był z Louise z d. Heinrich. Miał kilkoro dzieci. Jego syn Franz Julius Wilhelm (ur. 1853) przejął i rozwinął rodzinną firmę.